# カシャタグ地区

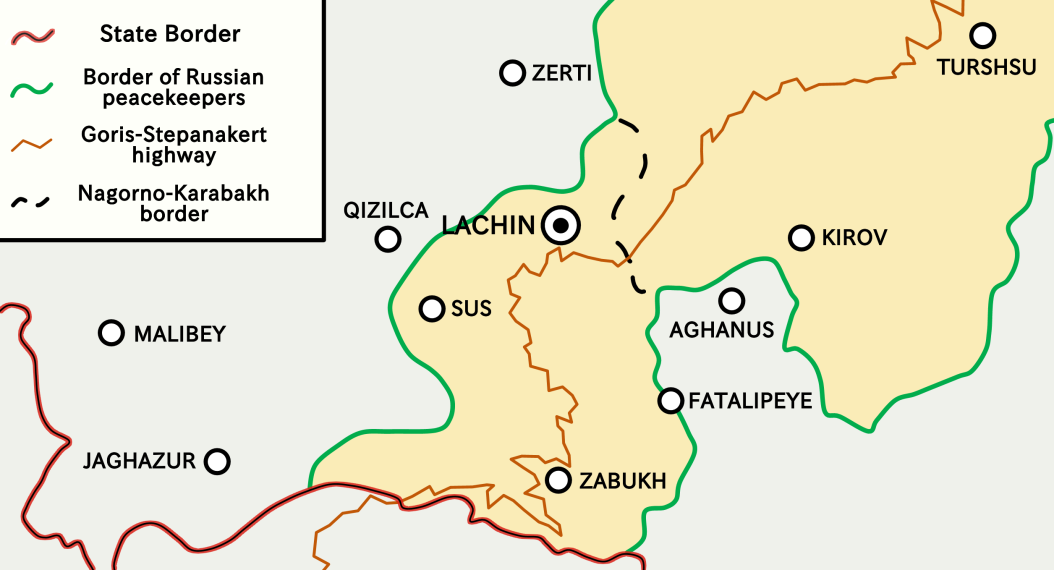
ラチン回廊の地図（2020年 - 2022年）

カシャタグ地区（カシャタグちく、アルメニア語: Քաշաթաղի շրջան、ロシア語: Кашатагский район）は、かつてアゼルバイジャンのナゴルノ・カラバフを実効支配していたアルツァフ共和国（ナゴルノ・カラバフ共和国）が設置した地区（ラヨン）。2020年までの中心都市はベルゾル（アゼルバイジャン語名ラチン）。アルツァフとアルメニアを結ぶラチン回廊が地区中部にあった。
2020年ナゴルノ・カラバフ紛争の停戦協定でラチン回廊を除く全域をアゼルバイジャンへ返還し、ラチン回廊はロシア平和維持部隊の管理下に置かれた。回廊道路の付け替えに伴い、2022年8月26日にラチン回廊はアゼルバイジャンへ返還され、代わりにアガヌスなど新道沿いのいくつかの村がロシア平和維持部隊へ移管された（アルツァフ側は「アルツァフ領に復帰した」と表現している）。アルツァフは2023年9月に実効支配地域をすべて喪失し、以降は名目上の行政区画となっている。
アルツァフ西部のアルメニアと旧ナゴルノ・カラバフ自治州に挟まれた地域を領域とし、2020年紛争以前は北をシャフミアン地区、北東をマルタケルト地区、東をアスケラン地区、シュシー地区、ハドルト地区、南をイラン、西をアルメニアと接していた。アルツァフの地区では唯一ナゴルノ・カラバフ自治州に属したことがなく、またアゼルバイジャンとの「国境」を持たなかった。
アゼルバイジャン領復帰後はラチン県、グバドル県、ザンギラン県のそれぞれ一部となっている。
2020年紛争以前の面積は3,376.6平方キロメートル、人口は11,700人。アルツァフの行政区画で最も大きく、国土の3割を占めていた。

## 歴史
アゼルバイジャン・ソビエト社会主義共和国時代はアゼルバイジャン人が多く居住していた。ナゴルノ・カラバフ戦争（第一次ナゴルノ・カラバフ戦争）中の1992年5月18日にアルメニア軍はラチン（ベルゾル）および回廊地帯を占領し、1993年11月1日までにカシャタグ地区全域を占領した。1993年12月2日、アルツァフ最高評議会幹部会の決議によりカシャタグ地区が創設された。初代行政長官には歴史家のアレクサン・ハコビアンが就任した。
2002年から2003年にかけて地区内の洞窟で実施された調査の結果、ウラルトゥ（ヴァン）王国時代の楔形文字の碑文、5つの洞内教会、4つの防衛遺構、30以上の集合住宅跡が新たに発見された。
2020年ナゴルノ・カラバフ紛争（第二次ナゴルノ・カラバフ戦争）ではハドルト地区を突破したアゼルバイジャン軍の攻撃を10月中旬より受けた。10月20日にコヴサカン、10月22日にミジナヴァン、10月26日にカシュニクを喪失し、前線はベルゾルのすぐ近くまで迫った（ラチン攻勢）。停戦協定により占領されずに残っていた地域も12月1日にアゼルバイジャンへ返還し、ラチン回廊はロシア平和維持部隊の管理下に置かれた。返還予定の都市ではアルメニア人住民のほぼ全員が脱出した。回廊内のベルゾル、スース、アガヴノの3都市は返還されなかったが、住民の多くは略奪を恐れて避難していた。
停戦協定にはラチン回廊のゴリス＝ステパナケルト道路に代わる新たな道路を3年以内に建設し、新道完成後はラチン回廊の返還が定められていた。アルメニア・アゼルバイジャン国境危機 (2021年-)の影響で両国が新道建設の遅れを非難しあう場面もあったが、2022年9月1日に現道の南に新道が開通した。これに先立ち、8月5日にアゼルバイジャンはラチン回廊の住民に20日間以内の退去を要求した。予定通りラチン回廊はアゼルバイジャンへ返還され、8月26日までにアゼルバイジャン軍がベルゾルなどの都市に進駐した。新道についても停戦協定に基づきロシア平和維持部隊の管理下に置かれるため、道沿いのアガヌス、Maratouk、Meghvadzor、Melikashenがアゼルバイジャンからロシア平和維持部隊へ引き渡された。アルツァフ領土行政・インフラ大臣のハイク・ハヌミヤンはこれらの村を「アルツァフの支配下に戻った」と述べた。だが住宅は廃墟と化しており、元住民の中にはアゼルバイジャンへの不信感から帰還を拒む者もいるため、再定住はあまり進んでいない。
ラチン回廊は2022年12月12日に自称「環境保護活動家」のアゼルバイジャン人によって占拠され、2024年4月にはアゼルバイジャン軍によって国境検問所が建設された。ロシア平和維持部隊がこれらの協定違反を積極的に止めることはなく、ラチン回廊は事実上アゼルバイジャンの管理下に置かれた。9月19日から20日のアゼルバイジャンの軍事作戦によってアルツァフは降伏し、ほとんどのアルツァフ国民は開放されたラチン回廊を通過してアルメニアに避難した。カシャタグ地区は完全に実態を失ったが名目上は存続しており、地区の首長はアルメニアに亡命後も無給で引き続き公務に就いている。

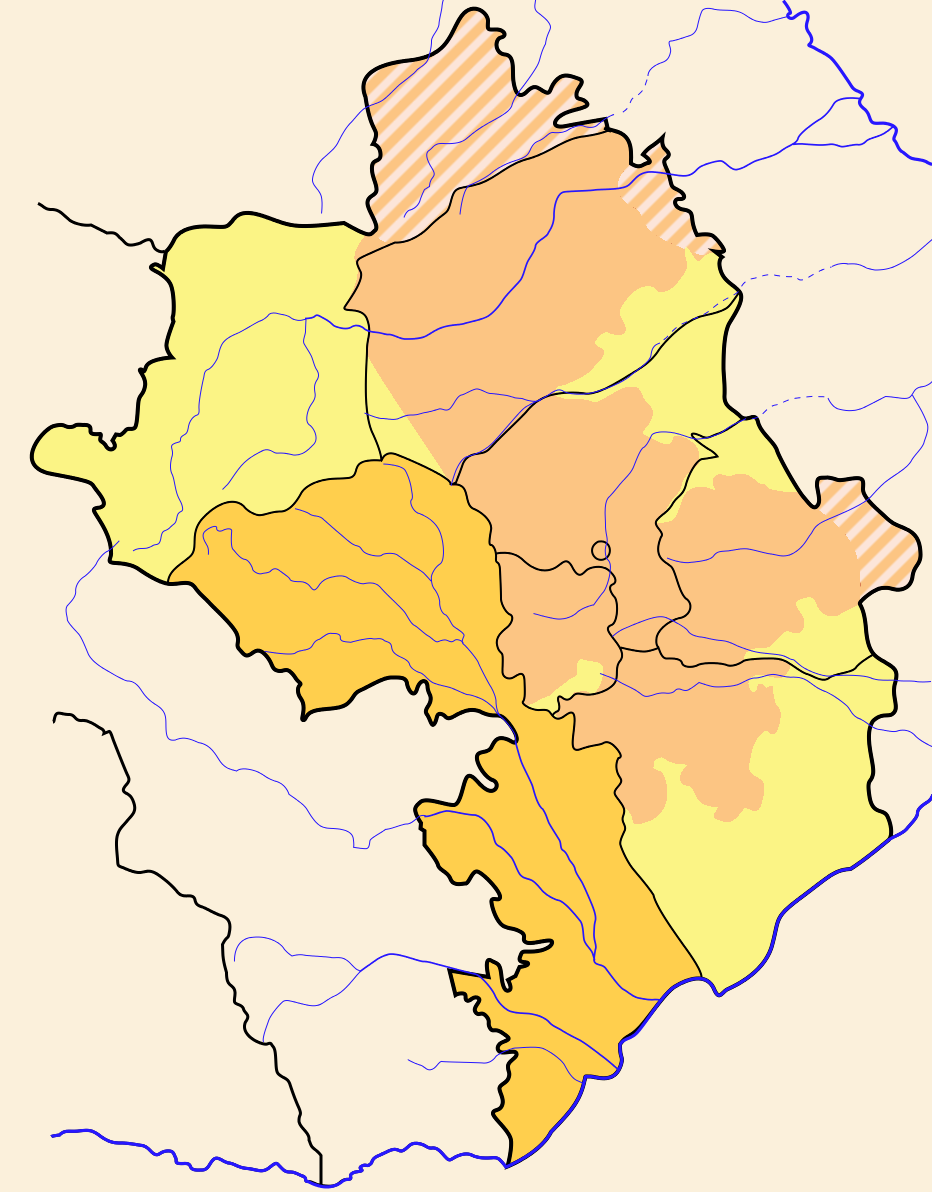
旧自治州と2020年までのカシャタグ地区を重ね合わせた地図
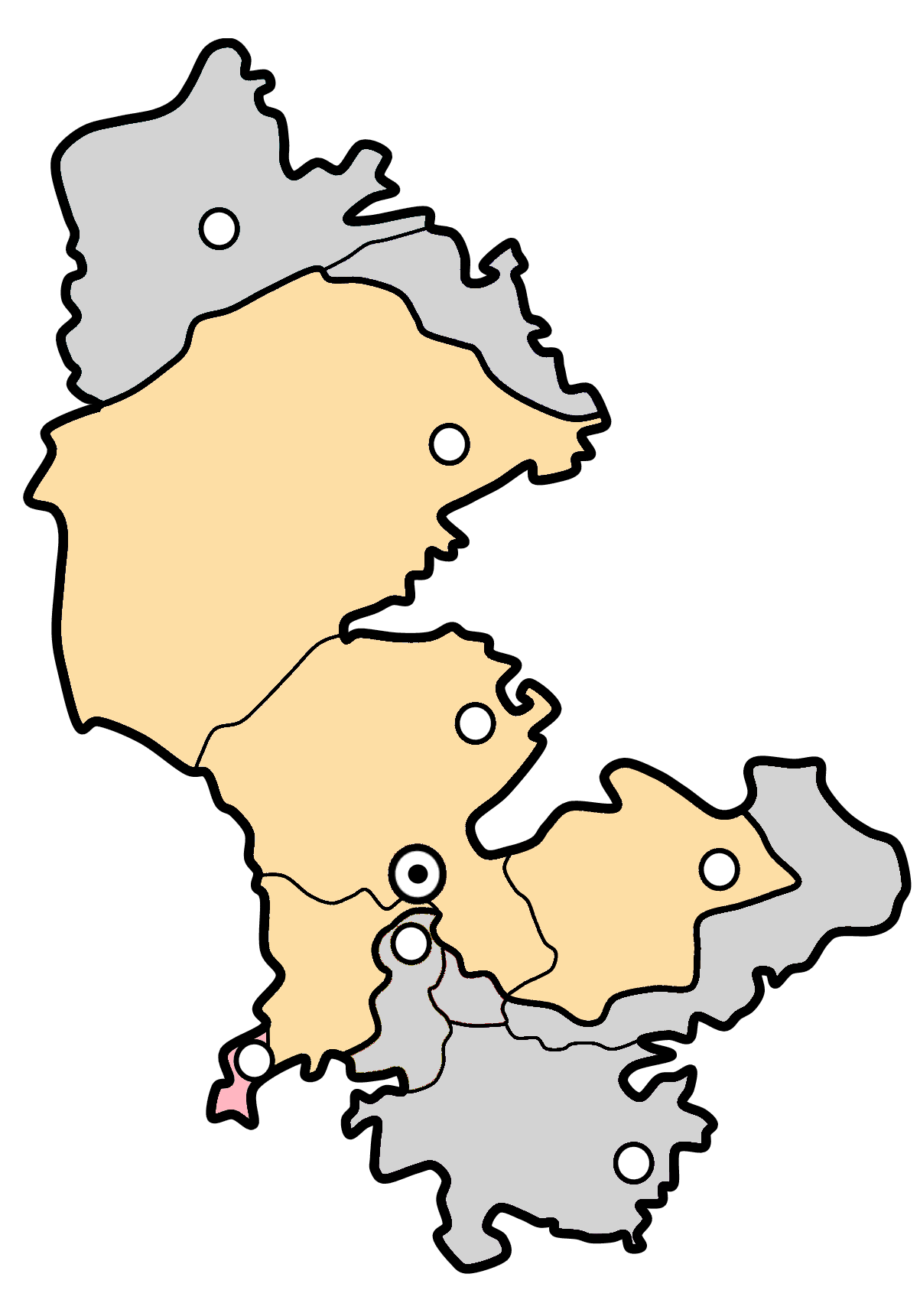
2020年紛争から2023年までの領域（ラチン回廊）

## 地理
地区の北半分は山地である。南半分はバルグシャット山脈、メグリ山脈の麓で、高低差は小さい。
南を流れるアラス川はイランとの自然国境となっている。他に支流のハカリ川とヴォロタン川が地区内を流れる。

## 都市
2020年1月時点で4都市と50農村共同体が所属していた。
以下は2005年国勢調査に記載されている都市の一覧である。カッコ内はアゼルバイジャン語名で、説明の無い都市は2020年紛争の停戦協定でアゼルバイジャンへ返還された。
都市
- ベルゾル（ロシア語版）（ラチン）[ラチン回廊 1]
- コヴサカン（ロシア語版）（ザンギラン）
- ミジナヴァン（ロシア語版）（ミンチヴァン）

村
- アラシュケルト（英語版）（キラグ・マシュラン）
- Aghadzor（Üçüncü Ağalı）
- アガヌス（英語版）[新回廊 1]
- Aghavnatun（Quşçular）
- アガヴノ（ロシア語版）（ザブク）[ラチン回廊 1]
- Aygehovit（Balasoltanlı）
- Aygek（Əfəndilər）
- Artsvashen（Kürd Mahruzlu）
- Artashavi（Ərdəşəvi）
- Bazmatus（Bülüldüz）
- Getamej（Həmzəli）
- Getap（Qarağac）
- Goghtanik（Goghtanik）
- Ditsmayri（Məşədiismayıllı）
- Drakhtadzor（Ağcakənd）
- Eznagomer（Qarakeçdi）
- Eritsvank（Birinci Alıbəyli）
- Ishkhanadzor（Xanlıq）
- Tsaghkaberd（Güləbird）
- Tsitsernavank（Hüsülü）
- Tsopaadzor（Çöpədərə）
- ケレン（英語版）（ガラゴル）
- Kumayri（Qilican）
- ハレ（英語版）（ハル）
- ハク（英語版）（ミンケンド）
- ハカリ（英語版）（ムラドハンリ）
- ハイタグ（英語版）（ゴルチュ）
- ハイガジャン（英語版）（ガジャン）
- Harar（Aşağı Fərəcan）
- Herik（Əhmədli）
- Khochants（Hoçaz）
- Dzorap（Qarakişilər）
- Ghazarapat（Alıqulu）
- Mamark（Məmər）
- Maratouk（Malxələf）[新回廊 1]
  - Meghvadzor（Mığıdərə）[新回廊 1]
- Martunashen（Qaracallı）
- Melikashen（Malıbəy）
- Melikashen（Məlikpəyə）[新回廊 1]
- Mirik
- Msheni（Mişni）
- Moshatagh（Bozlu）
- Movsesashen（Kürdhacı）
- Moush（Məlikli）
- Norashenik（Təzəkənd）
- シャルア（英語版）（シャルヴァ）
- Shirak（Qiyaslı）
- Djanfida（Diləli Müskənli）
- Saratak（Sarıyataq）
- Sonasar
- スース（ロシア語版）[ラチン回廊 1]
- Vazgenashen（Hacısamlı）
- ヴァクニス（英語版）（ピチャニス）
- ヴァガジン（英語版）
- Van（Cahangirbəyli）
- Vardabats（Əbilcə）
- Vardanants（Məmmədbəyli）
- Verin Kashunik（Yuxarı Mollu）
- Vurgavan（Xəndək）
- Tandzut（Qarıqışlaq）
- Tigranavan（Padar）
- Urekan（İşıqlı）
- Pakahan（Xocahan）
- カシュニク（グバドル）
- Karotan（Kavdadıq）
- Karut（Daşlı）
- Karegah（Qarıkaha）
- Arvakan（Alxaslı）
- Mkhants（Muğanlı）

## 住民
2020年1月1日時点の法定人口は11,700人で、総人口の7.9%を占める。住民のほとんどはアルメニア人である。アルツァフの支配下になる前はアゼルバイジャン人が多数居住していたが、第一次ナゴルノ・カラバフ戦争の際に脱出している。2014年頃からはシリア内戦から逃れてきたアルメニア系シリア人難民を受け入れている。
2005年および2015年国勢調査の地区人口および民族別人口の変遷は以下の表のとおり。
| 民族               | 2005年 | 2015年 |
| ------------------ | ------ | ------ |
| アルメニア人       | 9,724  | -      |
| アゼルバイジャン人 | -      | -      |
| ロシア人           | 20     | -      |
| その他             | 19     | -      |
| 地区人口           | 9,763  | 11,400 |

なお参考として、アゼルバイジャン・ソビエト社会主義共和国のラチン地区、グバドル地区、ザンギラン地区の1979年ソ連国勢調査の結果についても掲載する。
| 民族               | ラチン地区 | グバドル地区 | ザンギラン地区 |
| ------------------ | ---------- | ------------ | -------------- |
| アルメニア人       | 34         | 26           | 35             |
| アゼルバイジャン人 | 44,665     | 26,537       | 28,685         |
| ロシア人           | 27         | 41           | 488            |
| その他             | 2,535      | 69           | 169            |
| 地区人口           | 47,261     | 26,673       | 29,377         |

ラチン地区の「その他」のうち、2,437人はクルド人である。1923年から1929年までベルゾルを中心としたクルディスタン郡（1930年にクルディスタン共和国として短期間復活）が設置されたこともある。1992年5月20日に70人ほどのクルド人によって「ラチン・クルド人共和国」の建国が宣言されたが、戦争の影響でクルド人のほとんどが避難しており、アルメニア人が増加する中で自然消滅した。共和国消滅後、残っていたクルド人もアゼルバイジャンへ避難した。

## 観光地

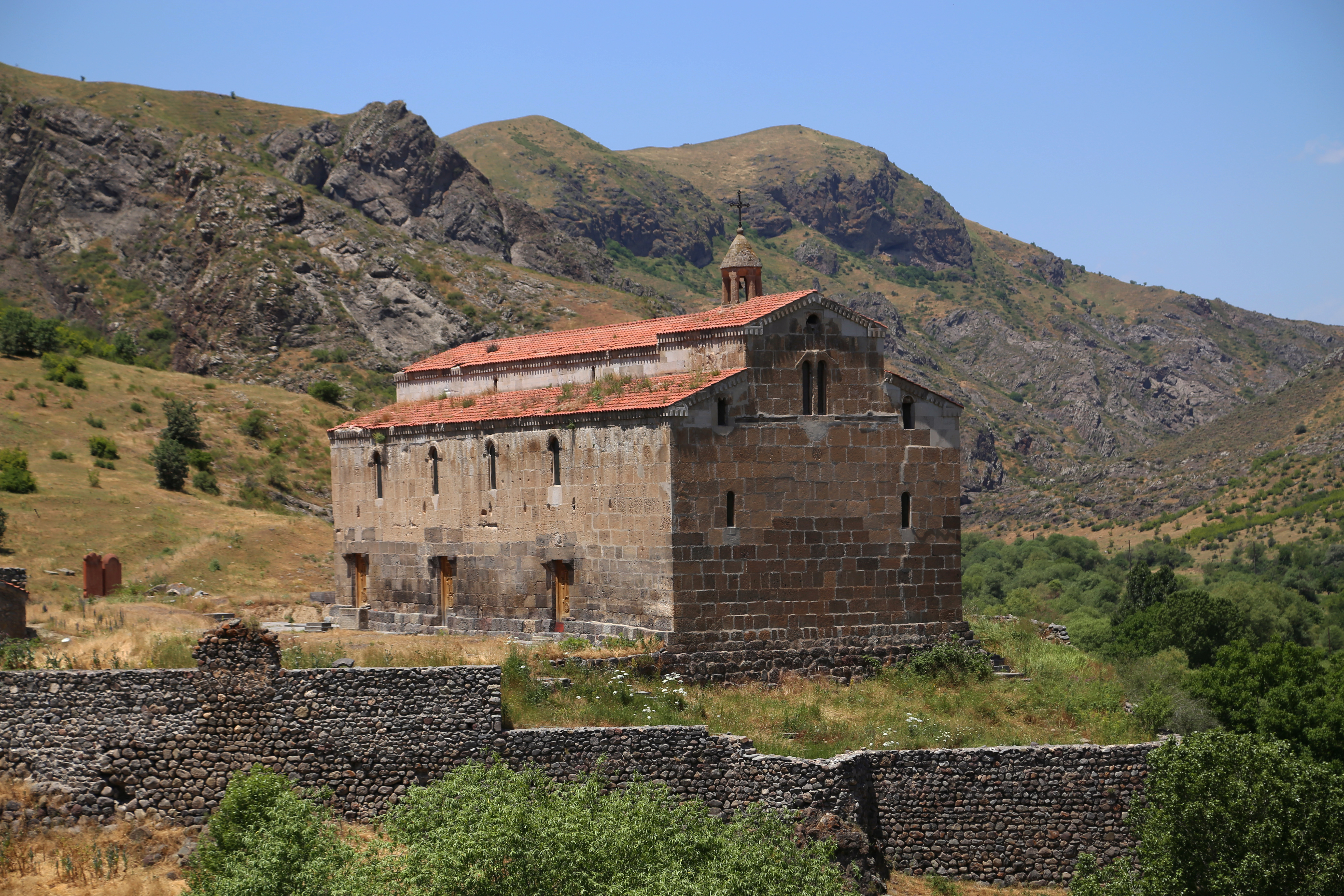
Tsitsernavank修道院（2015年撮影）

約34の修道院や教会、歴史的建造物が保存されている。中でも5-6世紀ごろに建築されたアルメニア使徒教会のTsitsernavank修道院が有名。